# США на зимових Олімпійських іграх 2014
США на зимових Олімпійських іграх 2014 року у Сочі будуть представлені 230 спортсменами у 15 видах спорту.

## Біатлон
Спринт
| Змагання | Спортсмени        | Час     | Промахи | Місце |
| -------- | ----------------- | ------- | ------- | ----- |
| Чоловіки | Тім Берк          | 25:23.3 | 0+1     | 19    |
| Чоловіки | Ловелл Бейлі      | 26:04.1 | 1+1     | 35    |
| Чоловіки | Лейф Нордгрен     | 26:17.4 | 0+0     | 45    |
| Чоловіки | Рассел Кур'є      | 26:58.5 | 4+0     | 61    |
| Жінки    | Сюзан Данклі      | 21:48.3 | 0+1     | 14    |
| Жінки    | Сара Студебейкер  | 22:59.5 | 1+0     | 44    |
| Жінки    | Аннеліс Кук       | 23:23.4 | 0+2     | 53    |
| Жінки    | Ганна Дрессігакер | 23:55.0 | 1+3     | 65    |

Переслідування
| Змагання | Спортсмени       | Час     | Промахи | Місце |
| -------- | ---------------- | ------- | ------- | ----- |
| Чоловіки | Тім Берк         | 35:37.0 | 1+0+0+1 | 22    |
| Чоловіки | Ловелл Бейлі     | 36:34.8 | 0+1+1+1 | 38    |
| Чоловіки | Лейф Нордгрен    | 39:31.4 | 3+2+1+1 | 53    |
| Жінки    | Сюзан Данклі     | 31:11.6 | 0+1+0+3 | 18    |
| Жінки    | Сара Студебейкер | 35:00.0 | 3+1+0+1 | 51    |
| Жінки    | Аннеліс Кук      | 36:20.9 | 2+1+1+1 | 54    |

## Ковзанярський спорт
Чоловіки
| Дистанція | Спортсмен        | Заїзд 1 | Заїзд 1 | Заїзд 2 | Заїзд 2 | Фінал   | Фінал |
| Дистанція | Спортсмен        | Час     | Місце   | Час     | Місце   | Час     | Місце |
| --------- | ---------------- | ------- | ------- | ------- | ------- | ------- | ----- |
| 500 м     | Шейні Дейвіс     | 35.390  | 22      | 35.59   | 28      | 70.98   | 24    |
| 500 м     | Такер Фредріксен | 35.278  | 18      | 35.72   | 37      | 70.999  | 26    |
| 500 м     | Мітчел Вітмор    | 35.34   | 20      | 35.71   | 35      | 71.06   | 27    |
| 1000 м    | Шейні Дейвіс     | —       | —       | —       | —       | 1:09.12 | 8     |
| 1000 м    | Брайан Гансен    | —       | —       | —       | —       | 1:09.21 | 9     |
| 1000 м    | Джо Мантіа       | —       | —       | —       | —       | 1:09.72 | 15    |
| 1000 м    | Джонатан Гарсіа  | —       | —       | —       | —       | 1:09.29 | 28    |
| 5000 м    | Емері Леман      | —       | —       | —       | —       | 6:29.94 | 16    |
| 5000 м    | Джонатан Кук     | —       | —       | —       | —       | 6:31.53 | 19    |
| 5000 м    | Патрік Мік       | —       | —       | —       | —       | 6:32.94 | 20    |

Жінки
| Дистанція | Спортсмен         | Заїзд 1 | Заїзд 1 | Заїзд 2 | Заїзд 2 | Фінал   | Фінал |
| Дистанція | Спортсмен         | Час     | Місце   | Час     | Місце   | Час     | Місце |
| --------- | ----------------- | ------- | ------- | ------- | ------- | ------- | ----- |
| 500 м     | Гізер Річардсон   | 37.73   | 4       | 38.02   | 8       | 75.75   | 8     |
| 500 м     | Бріттані Боу      | 38.81   | 17      | 38.37   | 10      | 77.19   | 13    |
| 500 м     | Лорен Голевінські | 38.54   | 12      | 38.80   | 19      | 77.35   | 15    |
| 500 м     | Шугар Тодд        | 39.278  | 28      | 39.25   | 29      | 78.53   | 29    |
| 1000 м    | Гізер Річардсон   | —       | —       | —       | —       | 1:15.23 | 7     |
| 1000 м    | Бріттані Боу      | —       | —       | —       | —       | 1:15.47 | 8     |
| 1000 м    | Шугар Тодд        | —       | —       | —       | —       | 1:19.13 | 32    |
| 1000 м    | Каллі Гантер      | —       | —       | —       | —       | 1:19.43 | 33    |
| 3000 м    | Джілліен Рукард   | —       | —       | —       | —       | 4:10.02 | 10    |
| 3000 м    | Анна Рінгсред     | —       | —       | —       | —       | 4:21.51 | 26    |

## Сноубординг
Слоуп-стайл
| Змагання | Спортсмени           | Кваліфікація | Кваліфікація | Кваліфікація | Кваліфікація        | Кваліфікація | Півфінал | Півфінал | Півфінал            | Півфінал | Фінал   | Фінал   | Фінал               | Фінал |
| Змагання | Спортсмени           | Заїзд        | Спуск 1      | Спуск 2      | Найкращий результат | Місце        | Спуск 1  | Спуск 2  | Найкращий результат | Місце    | Спуск 1 | Спуск 2 | Найкращий результат | Місце |
| -------- | -------------------- | ------------ | ------------ | ------------ | ------------------- | ------------ | -------- | -------- | ------------------- | -------- | ------- | ------- | ------------------- | ----- |
| Чоловіки | Чарлз Гульдемонд     | 1            | 86,00        | 19,25        | 86,00               | 5            | 13,25    | 79,75    | 79,75               | 7        |         |         |                     |       |
| Чоловіки | Сейдж Коценбург      | 2            | 86,50        | 81,50        | 86,50               | 8            | 89,00    | 90,5     | 90,5                | 2        | 93,50   | 83,25   | 93,50               | 1     |
| Чоловіки | Раян Стессел         | 2            | 81,00        | 28,75        | 81,00               | 9            | 83,25    | 81,75    | 83,25               | 6        |         |         |                     |       |
| Жінки    | Джеймі Луїз Андерсон | 2            | 93,50        | DNS          | 93,50               | 2            |          |          |                     |          |         |         |                     |       |
| Жінки    | Карлі Шорр           | 2            | 45,00        | 84,75        | 84,75               | 4            |          |          |                     |          |         |         |                     |       |
| Жінки    | Джессіка Дженсон     | 2            | 34,00        | 58,50        | 58,50               | 7            |          |          |                     |          |         |         |                     |       |
| Жінки    | Тай Волкер           | 2            | 1,00         | DNS          | 1,00                | 11           |          |          |                     |          |         |         |                     |       |

## Фігурне катання
| Змагання                  | Спортсмени                     | Коротка програма | Коротка програма | Довільна програма | Довільна програма | Підсумок | Підсумок |
| Змагання                  | Спортсмени                     | Бали             | Місце            | Бали              | Місце             | Бали     | Місце    |
| ------------------------- | ------------------------------ | ---------------- | ---------------- | ----------------- | ----------------- | -------- | -------- |
| Чоловіче одиночне катання | Джейсон Браун                  | 86.00            | 6                | 152.37            | 11                | 238.37   | 9        |
| Чоловіче одиночне катання | Джеремі Ебботт                 | 72.58            | 15               | 160.12            | 8                 | 232.70   | 12       |
| Жіноче одиночне катання   |                                |                  |                  |                   |                   |          |          |
| Спортивні пари            | Марісса Кастеллі/Саймон Шнапір | 67.44            | 9                | 120.38            | 9                 | 187.82   | 9        |
| Спортивні пари            | Феліція Чжан/Натан Бартоломей  | 56.90            | 14               | 110.31            | 12                | 167.21   | 12       |
| Танці на льоду            | Меріл Девіс/Чарлі Вайт         |                  |                  |                   |                   |          | 1        |

Командні змагання
| Змагання         | Спортсмени                                                                                                 | Коротка програма | Коротка програма | Коротка програма | Коротка програма | Коротка програма | Коротка програма | Коротка програма | Коротка програма | Результат | Результат | Довільна програма | Довільна програма | Довільна програма | Довільна програма | Довільна програма | Довільна програма | Довільна програма | Довільна програма | Результат | Результат |
| Змагання         | Спортсмени                                                                                                 | Ч                | Бали             | Ж                | Бали             | П                | Бали             | Т                | Бали             | Сума      | Місце     | Ч                 | Бали              | Ж                 | Бали              | П                 | Бали              | Т                 | Бали              | Сума      | Місце     |
| ---------------- | --- | ---------------- | ---------------- | ---------------- | ---------------- | ---------------- | ---------------- | ---------------- | ---------------- | --------- | --------- | ----------------- | ----------------- | ----------------- | ----------------- | ----------------- | ----------------- | ----------------- | ----------------- | --------- | --------- |
| Командне катання | Джеремі Ебботт Марісса Кастеллі/Саймон Шнапір Ешлі Вагнер Джейсон Браун Грейсі Голд Меріл Девіс/Чарлі Вайт | 65.65            | 4                | 63.10            | 7                | 64.25            | 6                | 75.98            | 10               | 27        | 3 Q       | 153.67            | 7                 | 129.38            | 9                 | 117.64            | 7                 | 114.34            | 10                | 60        | 3         |

## Фристайл
Могул
| Змагання | Спортсмени    | Кваліфікація 1 | Кваліфікація 1 | Кваліфікація 1 | Кваліфікація 2 | Кваліфікація 2 | Кваліфікація 2 | Фінал | Фінал | Фінал |
| Змагання | Спортсмени    | Час            | Бали           | Місце          | Час            | Бали           | Місце          | Час   | Бали  | Місце |
| -------- | ------------- | -------------- | -------------- | -------------- | -------------- | -------------- | -------------- | ----- | ----- | ----- |
| Жінки    | Ганна Кірні   |                | 23,05          | 1              |                |                |                |       |       |       |
| Жінки    | Еліза Ауттрім |                | 21,51          | 4              |                |                |                |       |       |       |
| Жінки    | Гізер Макфай  |                | 19,92          | 14             |                |                |                |       |       |       |
| Жінки    | Гайді Клозер  | DNS            | DNS            | DNS            |                |                |                |       |       |       |